# John Gibson
John Gibson (ur. 25 lipca 1946) – komentator telewizyjny stacji Fox News Channel, w dni powszednie prowadzi program The Big Story oraz The John Gibson Show na Fox News Radio. Zastępował również Billa O’Reilly zarówno w The Radio Factor jak i The O’Reilly Factor.
Przed dołączeniem do Fox News, Gibson prowadził programy publicystyczne na stacji MSNBC oraz przez długi czas omawiał Lewinsky scandal. Karierę rozpoczął w późnych latach 60. jako „staff reporter” rozrywkowo-plotkarskiego magazynu „the Hollywood Reporter”. W latach 80. był reporterem dla KCRA, gdzie prowadził również program w weekendy. Później dołączył do NBC News jako korespondent, następnie przeniósł się do MSNBC.

## Książki
Gibson jest autorem książek: Hating America: The New World Sport (2004), oraz The War on Christmas (2005). The War on Christmas dowodzi, iż „swoją kabałą sekularyści, tak zwani humaniści, relatywiści i liberałowie, nie tylko żydowskiego pochodzenia...” starają się zlaicyzować Święta Bożego Narodzenia.

## Krytyka BBC
Jako zadeklarowany krytyk BBC, Gibson twierdzi, iż British Broadcasting Corporation jest tworem anty-amerykańskim. Oskarża on BBC o „obsesyjny, irracjonalny, nieuczciwy i dziki antyamerykanizm”. Stwierdził on również, że Andrew Gilligan, reporter omawiający dla BBC wojnę w Iraku z 2003 roku, „uparcie powtarzał, jak to dzielna iracka armia bohatersko odpiera nieudolną armię amerykańską”.